# Aubrey de Vere, 20. Earl of Oxford

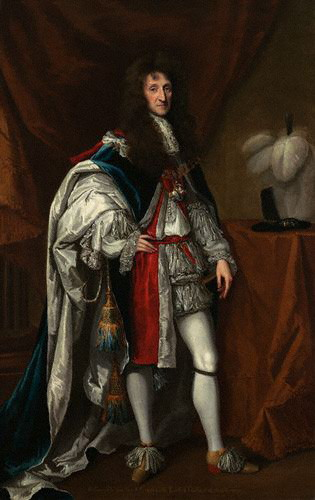
Aubrey de Vere, 20. Earl of Oxford, um 1690

Aubrey de Vere, 20. Earl of Oxford KG PC (* 28. Februar 1627; † 12. März 1703) war ein englischer Peer, Offizier und Politiker.

## Leben
Er war der Sohn von Robert de Vere, 19. Earl of Oxford, und seiner Gattin Beatrix van Hemmend. Er war noch minderjährig, als sein Vater 1632 als Offizier in niederländischen Diensten bei der Belagerung von Maastricht fiel und er dessen Adelstitel als Earl of Oxford erbte. Er wurde in Friesland erzogen. 1644 trat er als Serjeant-Major in ein englisches Infanterieregiment ein, das in niederländischen Diensten im Achtzigjährigen Krieg kämpfte. Zwischen 1646 und 1650 stieg er in den Rang eines Colonel auf.
Im Englischen Bürgerkrieg wurde er verdächtigt auf Seiten der Royalisten zu stehen und wurde deshalb 1654 und 1599 zeitweise im Tower of London eingekerkert. Nach der Stuart-Restauration belohnte ihn König Karl II. für seine Loyalität. Er nahm ihn 1660 als Knight Companion in den Hosenbandorden auf und verlieh ihm das Amt des Lord Lieutenant von Essex. Von 1670 bis 1679 war er Mitglied des Privy Council. In der englischen Armee war er ab 1661 Colonel des Royal Regiment of Horse und wurde 1678 zum Lieutenant-General befördert. 1678 reiste er als englischer Sondergesandter an den französischen Hof und von 1678 bis 1685 hatte er das Hofamt eines Gentleman of the Bedchamber inne.
Bei der Glorious Revolution stellte er sich auf die Seite von Wilhelm von Oranien und gegen Jakob II. Wilhelm setzte ihn daraufhin erneut als Colonel des Royal Regiment of Horse und Lord Lieutenant von Essex ein. 1690 kämpfte er in der Schlacht am Boyne gegen die Jakobiten. Auch das Hofamt eines Gentleman of the Bedchamber hatte er unter Wilhelm III. bis 1697 inne. Von 1700 bis 1701 nahm er das Amt des Speaker des House of Lords wahr.

## Ehe und Nachkommen
Am 12. April 1647, heiratete er Hon. Anne Bayning (1637–1659), eine Tochter des Paul Bayning, 2. Viscount Bayning. Die Ehe blieb kinderlos.
Spätestens 1673 heiratete er in zweiter Ehe Diana Kirke, mit der er fünf Kinder hatte:
- Hon. Charles de Vere († jung);
- Lady Charlotte de Vere († 1674);
- Lady Diana de Vere (um 1679–1742) ⚭ 1694 Charles Beauclerk, 1. Duke of St. Albans (1670–1726), illegitimer Sohn König Karls II.;
- Lady Mary de Vere († 1725, unverheiratet);
- Lady Henrietta de Vere († 1730, unverheiratet).

Da er keinen männlichen Nachfolger hinterließ und kein geeigneter Erbe seinen Anspruch geltend machte, war er der letzte Earl of Oxford, einer der langlebigsten Titel des Peerage of England.